# Euparixia isthmia
Euparixia isthmia är en skalbaggsart som beskrevs av Gordon och Mccleve 2003. Euparixia isthmia ingår i släktet Euparixia och familjen Aphodiidae. Inga underarter finns listade i Catalogue of Life.